# Maragatham Chandrasekhar
Maragatham Chandrasekhar, född 11 november 1917, död 26 oktober 2001, var en indisk politiker (INC). Hon var från 1952 biträdande minister i Indiens regering, först för hälsovård (1962-1953, 1967), sedan för inrikes ärenden (1962-1964) och slutligen för social- och kvinnofrågor (1985-1989).
Chandrasekhar var 1972 - 1977 och 1985 partisekreterare i Indira Gandhis fraktion av Kongresspartiet. 1985 var hon även ledare för Kongresspartiet i Tamil Nadu.